# Крокодил 2: Список жертв
«Крокодил 2: Список жертв» (англ. Crocodile 2: Death Swamp — на видеоносителях, или Crocodile 2: Death Roll — на ТВ) — американский фильм ужасов, выпущенный сразу на DVD, без предварительного показа в кинотеатрах, 1 августа 2002 года. Сиквел ленты 2000 года «Крокодил».

## Сюжет
Со времени действия предыдущего фильма прошло некоторое время. Два крокодила, мать и сын, всё-таки выжили…
Четверо преступников грабят банк, а затем захватывают пассажирский самолёт и заставляют пилотов лететь в Мексику, в Акапулько. Дорогу им преграждает грозовой фронт, но бандиты требуют продолжать полёт. Один из пилотов пытается противостоять угонщикам, в результате чего повреждается оборудование самолёта и тот падает в дикие тропические дебри, оказавшись в печально знаменитых Дьявольских топях. В результате катастрофы погибают несколько пассажиров и один из бандитов. Оставшаяся троица собирает уцелевших и заставляет их тащить награбленное добро через болота.
Вскоре один из заложников схвачен внезапно появившимся крокодилом. Преступники убивают его, однако вскоре мстить за своё дитя начинает его мать — 10-метровая крокодилица.
Тем временем на спасение своей любимой, бортпроводницы Миа, в джунгли отправляется её молодой человек Зак и его приятель. Им удаётся найти группу. В итоге в живых остаются только Зак и Миа, крокодила-убийцу они взрывают с помощью бензина из спасательной лодки.

## В ролях
- Хейди Ленхарт[англ.] — бортпроводница Миа
- Мартин Коув — Роланд
- Джеймс Паркс — «Кальмар»
- Дэн Мартин — пилот самолёта